# Dryopteris amurensis
Dryopteris amurensis là một loài thực vật có mạch trong họ Dryopteridaceae. Loài này được (Milde) Takeda miêu tả khoa học đầu tiên năm 1910.